# Alfred Kolakovski
Alfred Alekséyevich Kolakovski (Альфред Алексеевич Колаковский, 1906 - 1997 ) fue un botánico y paleobotánico ruso. Fue un experimentado investigador en Georgia; publicando más de 200 trabajos científicos.
Desde 1924, estudió botánica en la Facultad de Agricultura del Instituto Politécnico de Tiflis, y participó en expediciones para estudiar la vegetación de la región del Cáucaso, bajo la dirección de A.A. Grossheim. Entre 1938 a 1939 publicó los dos primeros volúmenes de "Flora de Abjasia", siendo galardonado con un premio en el concurso de jóvenes científicos. Desde 1945 fue Jefe del Departamento de Botánica del Jardín Botánico de Sujumi

## Algunas publicaciones
- Kolakowski A. Flora Colquis. Moscú: IMU, 1961
- Колаковский А. А. Флора Абхазии: [В 4-х томах] / АН ГССР, Сухум. Kolakowski AA Flora Abjasia: [en 4 volúmenes] / SSR, Sujumi. ботанич. Botánico. сад - 2-е изд., перераб. Jardín - 2ª ed. Rev. и доп. y Add. - Тбилиси: Мецниереба, 1980-1986 - Tbilisi: Metsniereba, 1980-1986
- Колаковский А. А., Яброва-Колаковская В. С. Растения Пицунда-Мюссерского заповедника / АН ГССР. Kolakowski AA-Yabrova Kolakowski VS Plantas Picunda reserva Myusserskogo / SSR. Сухумский ботанич. Botánico de Sujumi. сад - Тбилиси: Мецниереба, 1981 Jardín - Tbilisi: Metsniereba, 1981
- Колаковский А. А. Колокольчиковые Кавказа / АН Грузии. Kolakowski AA Campanulaceae Caucásico / Academia de Ciencias de Georgia. Сухумский ботанический сад - Тбилиси: Мецниереба, 1991 Jardín Botánico de Sujumi - Tbilisi: Metsniereba, 1991
- Колаковский А. А. Средиземногорная область — арена эволюции флоры северного полушария - М.: Экологический фонд Республики Абхазия, 2002 Kolakowski AA Sredizemnogornaya zona - Arena de la evolución de la flora del hemisferio norte - M.: Fondo Ambiental de la República de Abjasia de 2002

## Honores

### Epónimos
En su honor se nombraron ocho especies, entre las cuales:
- (Asteraceae) Centaurea kolakovskyi  Sosn. 1963
- (Asteraceae) Psephellus kolakovskyi (Sosn.) Greuter 2005
- (Boraginaceae) Myosotis kolakovskyi A.P.Khokhr. 1997
- (Campanulaceae) Campanula kolakovskyi Kharadze 1947
- (Gentianaceae) Dasystephana kolakovskyi (Doluch.) Soják 1980

- La abreviatura «Kolak.» se emplea para indicar a Alfred Kolakovski como autoridad en la descripción y clasificación científica de los vegetales.[2]